# Coprophanaeus bellicosus
Coprophanaeus bellicosus là một loài bọ cánh cứng trong họ Bọ hung (Scarabaeidae).